# Cyclodium seemannii
Cyclodium seemannii är en träjonväxtart som först beskrevs av William Jackson Hooker, och fick sitt nu gällande namn av Alan Reid Smith. Cyclodium seemannii ingår i släktet Cyclodium och familjen Dryopteridaceae. Inga underarter finns listade.